# Lois River
Lois River är ett vattendrag i Kanada.   Det ligger i Powell River Regional District och provinsen British Columbia, i den sydvästra delen av landet, 3 600 km väster om huvudstaden Ottawa.
I omgivningarna runt Lois River växer i huvudsak blandskog.